# 五·一二命令
五·一二命令，是指1968年5月12日，中国共产党中央委员会、中华人民共和国国务院、中央军事委员会、中央文化革命小组联合发布的《命令》，宣布对中国大陆体育系统实行军事接管。

## 内容
《联合命令》中称国家体育运动委员会（包括国防体育俱乐部）系统，是贺龙、刘仁、荣高棠等人的“独立王国”。它还规定：
1. 各级体育运动委员会机关，及所属运动系（队），由所在地区的大军区、省军区接管。
2. 各航空俱乐部（包括飞机、器材）和滑翔机制造厂由各军区空军接管。
3. 各航海、潜水俱乐部（包括船只及航海器材）由海军各舰队接管。
4. 各无线电俱乐部（包括通信设备、器材）由各军区通信部门接管。
5. 各射击、摩托俱乐部（包括射击场、武器、弹药、摩托运动器材）由各大军区、省军区指派军训、军械部门分别接管。接管国家体育系统的工作，由各大军区统一组织实施。根据实际需要由陆军、海军、空军分别派出军管小组或军代表[2][3]。

随着命令实施，国家体委所属的各类运动队均被解散，运动员下放到工厂、煤矿和农村。比如，中国围棋开拓者陈祖德、吴淞笙、王汝南、曹志林、华以刚、邱鑫和黄德勋；中国象棋大师傅光明；跳伞运动员李荣荣；1966年世界推举纪录冠军邓国银等下放到北京第三通用机械厂。
1971年7月，第一次全国体育工作会议召开，时任总理的周恩来代表国务院对国家体委召开第一次体工会进行批示，称“总的来说，毛主席的革命路线在广大群众和多数干部中还是占主导地位的，成绩是主要的”。这使得体育事业的定义产生变化，从“修正主义黑线”中划了出来。九一三事件爆发后，中国政治局势出现了转机。同年9月，周恩来主持中央工作，他对国家体委军管会领导做了批评后，提名由王猛负责领导国家体育运动委员会；国家体委脱离总参谋部军训部管辖，又恢复成为国务院的一个部委。1972年，很多体育运动员逐步返回原单位，国家运动队的基本队伍得以保留。各级革委会相继撤销了体委军管组，成立了体育局；体委系统组织机构逐步恢复，开始行使管理职能。

## 撤销
文化大革命结束后，1979年2月12日，国家体委召开有4000多人的群众大会，会上宣读了中央批准的国家体委党组关于建议撤销1968年5月12日对全国体育系统的命令的报告（《关于建议撤销中发（68）71号文件的报告》）。会上，宣布为受打击、迫害的荣高棠、李达彻底平反，恢复名誉；同时宣布为受株连的刘仁等彻底平反，恢复名誉。中共中央政治局委员、国务院副总理余秋里、陈锡联，国务院副总理王任重出席主持大会。
1980年，《体育报》评选出1979年中国十大体育新闻，其中撤销五·一二命令是“十大体育新闻”第一。